# Pachypodium rutenbergianum
Pachypodium rutenbergianum ist eine Pflanzenart aus der Gattung Pachypodium in der Familie der Hundsgiftgewächse (Apocynaceae). Benannt wurde die Art nach dem deutschen Forscher und Pflanzensammler Christian Rutenberg.

## Beschreibung
Pachypodium rutenbergianum ist ein 3 bis 8 m hoch werdender Baum. Der Stamm erreicht an der Basis einen Durchmesser von 60 cm und ist flaschenförmig oder nach oben spitz zulaufend. An seiner Spitze bildet sich eine spärliche Krone aus dicken gegabelten Zweigen. Die Pflanze ist mit kurzen, konischen Dornen besetzt, wobei zwischen zwei 2 bis 15 mm langen Dornen jeweils ein dritter, kürzerer Dorn steht. Die Laubblätter sind unbehaart, sie werden 16 cm lang, 4,5 cm breit und sind kurz gestielt.
Die Blüten stehen in Gruppen an den Triebspitzen. Sie sind weiß gefärbt, 4 bis 6 cm lang und 3,5 bis 7 cm breit. Die Kronröhre hat einen Durchmesser von bis zu 6 mm. Die Kronlappen stehen schräg und haben einen gekrausten Rand.
Die Früchte sind zigarrenförmig, werden 16 cm lang und 1,5 bis 6 cm breit. Die Samen haben eine Größe von 12 mm.

## Verbreitung und Gefährdung
Die Art ist endemisch auf Madagaskar verbreitet.
Die Art steht auf der Roten Liste der IUCN und gilt als nicht gefährdet (Least Concern). Die Varietät Pachypodium rutenbergianum var. meridionale wird bei der IUCN als eigenständige Art geführt und gilt als gefährdet (Vulnerable).

## Systematik
Die Erstbeschreibung der Art erfolgte 1885 durch Wilhelm Vatke.
Innerhalb der Art können drei Varietäten unterschieden werden:
- Pachypodium rutenbergianum var. meridionale H.Perrier,
- Pachypodium rutenbergianum var. rutenbergianum
- Pachypodium rutenbergianum var. sofiense Poiss. Sie wird von manchen Autoren auch als eigenständige Art angesehen: Pachypodium sofiense (Poiss.) H.Perrier.

## Nachweise